# Cane e padrone
Cane e padrone (Herr und Hund) è un racconto di Thomas Mann pubblicato la prima volta nel 1919 col titolo Herr und Hund: ein Idyll (Padrone e cane: un idillio), in una edizione contenente anche il poemetto in esametri, ispirato dalla nascita della figlia Elisabeth, Gesang von Kindchen: eine Idylle (Il poema della bimba: un idillio).

## Trama
Cane e padrone è suddiviso in cinque sezioni: 1. Presentazione; 2. Come conquistammo Bauschan; 3. Alcune notizie intorno al tenor di vita ed al carattere di Bauschan; 4. La nostra bandita; 5. La caccia. Protagonista del racconto è Bauschan, il cane della famiglia Mann. Bauschan era un cane di razza incerta («un bracco da ferma a pelo corto; ma che [...] veduto sia di lontano sia da vicino, indurrebbe a pensare proprio al tipo del cane pinscher o grifone») acquistato da un'albelgatrice di Tölz, una località delle Alpi Bavaresi dove i Mann trascorrevano le vacanze, per sostituire Percy, un collie di razza pura morto prematuramente. Di evidenti origini contadine, inizialmente Bauschan si trovò a disagio presso una famiglia borghese («Annusava bensì i saporiti bocconi ai quali lo invitavamo, ma se ne ritraeva intimidito, incapace di trovare in sé la fede che ossa di pollo e croste di formaggio fossero davvero delizie a lui destinate») e, pochi giorni dopo il suo arrivo, fuggì di casa per ritornare nella fattoria dove era nato; ripreso e riconsegnato ai nuovi padroni, col tempo il cane si adattò a vivere nella casa dei Mann, un'abitazione sulle rive dell'Isar, una zona che all'epoca poteva servire perfino da riserva di caccia. Lo scrittore prende l'abitudine di passeggiare con il suo cane in una zona ancora relativamente selvaggia e, nel corso delle loro passeggiate, a contatto con la natura, fra il cane e il padrone si stabilisce un rapporto di mutua intesa. Il cane impara a capire le intenzioni dello scrittore—per esempio, comprende quando il padrone deve  sbrigare faccende di lavoro, quelle che gli impongono di scegliere la via di sinistra, verso la città, e non quella di destra, verso il regno delle loro evasioni. Col tempo, mentre il cane sembra umanizzarsi, lo scrittore, che ha osservato con attenzione il comportamento del cane, ne interpreta le inclinazioni e le insofferenze. Nessuno dei due tradisce la propria natura: ma ciò che si stabilisce fra lo scrittore e il cane è «una comunione di pari dignità».

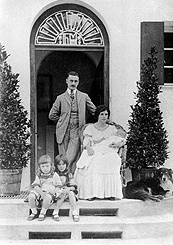
La famiglia Mann davanti all'abitazione di Tölz (1909)

## Critica
Cane e padrone è il più lungo racconto di Thomas Mann, al pari de Le teste scambiate. Il racconto è importante, nell'evoluzione dell'opera di Thomas Mann, in quanto segna il primo netto distacco da quei problemi della decadenza e dell'estetismo di cui fino ad allora si era interessato. Dopo la catastrofe della grande guerra, e quindi dopo il crollo di tutto ciò che era stata la Germania guglielmina, «Thomas Mann ricerca una goethiana "humanitas", fatta di misura, chiarezza, equilibrio e amore verso tutto ciò che esiste, anche verso le cose più umili, per cui l'affetto di un cane bastardo è sufficiente a ridare a un poeta la gioia della vita». Il grande etologo Konrad Lorenz giudicava Cane e padrone «la più bella descrizione dell'animo canino».

## Edizioni

### In lingua tedesca
- Herr und Hund / Gesang vom Kindchen. Zwei Idyllen, Berlin: S. Fischer Verlag, 1919.
- «Herr und Hund». In: Gesammelte Werke in Einzelausgaben, Berlin: S. Fischer Verlag, 1922
- «Erzahlungen». In: Stockholmer Gesamtausgabe der Werke von Thomas Mann, Frankfurt am Main: Fischer, 1959

### Traduzioni in lingua italiana
- Disordine e dolore precoce; Cane e padrone; versione di Lavinia Mazzucchetti, Coll. Narratori nordici n. 1, Milano: Sperling & Kupfer, 1929
- Cane e padrone; traduzione (dall'inglese) di Clara Bovero; Coll. I coralli n. 57, Torino: Einaudi, 1953
- Padrone e cane; Traduzione di Remo Costanzi, Coll. Biblioteca Universale Rizzoli n. 730, Milano: Rizzoli, 1954
- Tonio Kröger, La morte a Venezia, Cane e padrone; Versione di Salvatore Tito Villari, Coll. Garzanti per tutti n. 27, Milano: Garzanti, 1965
- Padrone e cane e altri racconti; Traduzione di Ingrid von Anrep, Coll. Universale economica n. 519, Milano: Feltrinelli, 1966, ISBN 88-07-80519-7
- Padrone e cane; a cura di Sergio Checconi, Coll. Primo scaffale n. 20, Firenze: La Nuova Italia, 1967
- Romanzi brevi: Tristano; La morte a Venezia; Cane e padrone; Trad. (di Cane e padrone) di Lavinia Mazzucchetti, Roma: I Nobel Letterari Editrice, 1971
- Tristano; La morte a Venezia; Cane e padrone; traduzione di Francesco Saba Sardi, Rimini: I libri di Gulliver, 1985
- Cane e padrone; Traduzione di Brunamaria Dal Lago Veneri; introduzione di Italo Alighiero Chiusano, Coll. Centopaginemillelire n. 203, Roma: TEN, 1995, ISBN 88-7983-832-6
- Romanzi brevi: Tristano; Tonio Kröger; La morte a Venezia; Cane e padrone; introduzione di Bruno Traversetti, Roma: Grandi Tascabili Newton, 1995
- Padrone e cane e altri racconti; introduzione di Roberto Fertonani; traduzione di Ingrid Harbeck, Coll. Universale economica n. 0126, Milano: Feltrinelli, 2014, ISBN 978-88-07-90126-3